# Botho zu Eulenburg
Botho Graf zu Eulenburg (31 de julio de 1831 - 5 de febrero de 1912) fue un hombre de estado prusiano.

## Biografía
Eulenburg nació en Wicken, en las cercanías de Bartenstein, siendo hijo de Botho Heinrich zu Eulenburg (1804-1879) y Teresa, nacida von Dönhoff (1806-1882). Estudió leyes en las universidades de Königsberg y Bonn.
Eulenburg ejerció altos puesto en la administración prusiana y germana en Wiesbaden (1869-1872), Metz (presidente del Departamento de la Lorena; 1872-1873) y alto presidente de la Provincia de Hanóver (1873-1878). En marzo de 1878 Eulenburg sucedió a su primo hermano Friedrich Albrecht zu Eulenburg una vez retirado como Ministro del Interior, al servicio del Canciller Bismarck. Implementó una serie de medidas represivas anti-socialistas. Desde 1881 hasta 1892 fue presidente de la provincia de Hesse-Nassau.
En 1892, fue elegido Ministro-Presidente de Prusia en sucesión de Leo von Caprivi, quien sin embargo permaneció como Canciller de Alemania.
Aunque Caprivi había recomendado al experimentado administrador Eulenburg para ese puesto, el nuevo Ministro-Presidente pronto le hizo la vida difícil a Caprivi, quien a menudo pensó en presionar para su relevo. Tanto Caprivi como Eulenburg fueron finalmente despedidos por Guillermo II después de la renovación de los movimientos anti-socialistas (y un proyecto anti-subversión) en 1894. Eulenburg a menudo pensó en sí mismo como el único sucesor posible de Caprivi, y le resultó extremadamente desagradable su dimisión en lo que veía como el momento de su vida. Murió en Berlín.
Eulenburg era un primo segundo del Príncipe Felipe de Eulenburg, un amigo cercano del emperador alemán Guillermo II, y una figura instrumental tras la escena de la política germana.
El 25 de octubre de 1875 contrajo matrimonio en Neustadt, Prusia Occidental, con Elisabeth von Alvensleben (22 de septiembre de 1834 en Brandeburgo/Havel - 5 de septiembre de 1919 en Neustadt), con quien solo tuvo un hijo varón, Botho (15 de febrero de 1879 en Berlín - 30 de mayor 1881 en Berlín).